# Gran Premio de la República Checa de Motociclismo de 2019
El Gran Premio de la República Checa de Motociclismo de 2019 (oficialmente Monster Energy Grand Prix České Republiky) fue la décima prueba del Campeonato del Mundo de Motociclismo de 2019. Tuvo lugar en el fin de semana del 2 al 4 de agosto de 2019 en el Autódromo de Brno, situado en la ciudad de Brno, Moravia (República Checa).
La carrera de MotoGP fue ganada por Marc Márquez, seguido de Andrea Dovizioso y Jack Miller. Álex Márquez fue el ganador de la prueba de Moto2, por delante de Fabio Di Giannantonio y Enea Bastianini. La carrera de Moto3 fue ganada por Arón Canet, Lorenzo Dalla Porta fue segundo y Tony Arbolino tercero.

## Resultados

### Resultados MotoGP
| Pos.    | N.º | Piloto            | Constructor | Vueltas | Tiempo    | Parrilla | Puntos |
| ------- | --- | ----------------- | ----------- | ------- | --------- | -------- | ------ |
| 1       | 93  | Marc Márquez      | Honda       | 20      | 39:24.430 | 1        | 25     |
| 2       | 4   | Andrea Dovizioso  | Ducati      | 20      | +2.452    | 4        | 20     |
| 3       | 43  | Jack Miller       | Ducati      | 20      | +3.497    | 2        | 16     |
| 4       | 42  | Álex Rins         | Suzuki      | 20      | +4.858    | 6        | 13     |
| 5       | 35  | Cal Crutchlow     | Honda       | 20      | +6.007    | 11       | 11     |
| 6       | 46  | Valentino Rossi   | Yamaha      | 20      | +9.083    | 7        | 10     |
| 7       | 20  | Fabio Quartararo  | Yamaha      | 20      | +12.092   | 10       | 9      |
| 8       | 9   | Danilo Petrucci   | Ducati      | 20      | +13.976   | 8        | 8      |
| 9       | 30  | Takaaki Nakagami  | Honda       | 20      | +15.724   | 13       | 7      |
| 10      | 12  | Maverick Viñales  | Yamaha      | 20      | +16.558   | 9        | 6      |
| 11      | 44  | Pol Espargaró     | KTM         | 20      | +18.234   | 5        | 5      |
| 12      | 63  | Francesco Bagnaia | Ducati      | 20      | +19.738   | 14       | 4      |
| 13      | 88  | Miguel Oliveira   | KTM         | 20      | +22.539   | 16       | 3      |
| 14      | 5   | Johann Zarco      | KTM         | 20      | +30.459   | 3        | 2      |
| 15      | 6   | Stefan Bradl      | Honda       | 20      | +30.500   | 17       | 1      |
| 16      | 53  | Tito Rabat        | Ducati      | 20      | +30.755   | 22       |        |
| 17      | 29  | Andrea Iannone    | Aprilia     | 20      | +37.170   | 23       |        |
| 18      | 41  | Aleix Espargaró   | Aprilia     | 20      | +37.343   | 18       |        |
| 19      | 17  | Karel Abraham     | Ducati      | 20      | +44.296   | 20       |        |
| 20      | 50  | Sylvain Guintoli  | Suzuki      | 20      | +48.938   | 15       |        |
| Ret     | 55  | Hafizh Syahrin    | KTM         | 6       | Caída     | 21       |        |
| Ret     | 21  | Franco Morbidelli | Yamaha      | 0       | Caída     | 12       |        |
| Ret     | 36  | Joan Mir          | Suzuki      | 0       | Caída     | 19       |        |
| Fuente: |     |                   |             |         |           |          |        |

### Resultados Moto2
| Pos.    | N.º | Piloto                | Constructor | Vueltas | Tiempo    | Parrilla | Puntos |
| ------- | --- | --------------------- | ----------- | ------- | --------- | -------- | ------ |
| 1       | 73  | Álex Márquez          | Kalex       | 19      | 38:49.768 | 1        | 25     |
| 2       | 21  | Fabio Di Giannantonio | Speed Up    | 19      | +3.018    | 5        | 20     |
| 3       | 33  | Enea Bastianini       | Kalex       | 19      | +4.158    | 18       | 16     |
| 4       | 9   | Jorge Navarro         | Speed Up    | 19      | +4.290    | 11       | 13     |
| 5       | 10  | Luca Marini           | Kalex       | 19      | +7.031    | 13       | 11     |
| 6       | 23  | Marcel Schrötter      | Kalex       | 19      | +8.847    | 7        | 10     |
| 7       | 11  | Nicolò Bulega         | Kalex       | 19      | +8.937    | 4        | 9      |
| 8       | 40  | Augusto Fernández     | Kalex       | 19      | +11.900   | 10       | 8      |
| 9       | 45  | Tetsuta Nagashima     | Kalex       | 19      | +12.896   | 17       | 7      |
| 10      | 27  | Iker Lecuona          | KTM         | 19      | +19.079   | 22       | 6      |
| 11      | 7   | Lorenzo Baldassarri   | Kalex       | 19      | +20.248   | 3        | 5      |
| 12      | 72  | Marco Bezzecchi       | KTM         | 19      | +21.424   | 6        | 4      |
| 13      | 88  | Jorge Martín          | KTM         | 19      | +23.119   | 19       | 3      |
| 14      | 5   | Andrea Locatelli      | Kalex       | 19      | +25.850   | 20       | 2      |
| 15      | 35  | Somkiat Chantra       | Kalex       | 19      | +26.240   | 21       | 1      |
| 16      | 87  | Remy Gardner          | Kalex       | 19      | +26.714   | 15       |        |
| 17      | 64  | Bo Bendsneyder        | NTS         | 19      | +28.917   | 8        |        |
| 18      | 96  | Jake Dixon            | KTM         | 19      | +32.573   | 9        |        |
| 19      | 94  | Jonas Folger          | Kalex       | 19      | +32.979   | 28       |        |
| 20      | 62  | Stefano Manzi         | MV Agusta   | 19      | +35.664   | 26       |        |
| 21      | 77  | Dominique Aegerter    | MV Agusta   | 19      | +35.865   | 29       |        |
| 22      | 4   | Steven Odendaal       | NTS         | 19      | +46.357   | 24       |        |
| 23      | 65  | Philipp Öttl          | KTM         | 19      | +50.454   | 30       |        |
| 24      | 97  | Xavi Vierge           | Kalex       | 19      | +58.874   | 14       |        |
| 25      | 18  | Xavier Cardelús       | KTM         | 19      | +1:04.629 | 27       |        |
| Ret     | 41  | Brad Binder           | KTM         | 12      | Caída     | 16       |        |
| Ret     | 22  | Sam Lowes             | Kalex       | 8       | Caída     | 2        |        |
| Ret     | 54  | Mattia Pasini         | Kalex       | 8       | Caída     | 23       |        |
| Ret     | 12  | Thomas Lüthi          | Kalex       | 3       | Caída     | 12       |        |
| Ret     | 3   | Lukas Tulovic         | KTM         | 3       | Caída     | 25       |        |
| DNS     | 16  | Joe Roberts           | KTM         |         | No empezó |          |        |
| DNS     | 20  | Dimas Ekky Pratama    | Kalex       |         | No empezó |          |        |
| 1.      |     |                       |             |         |           |          |        |
| Fuente: |     |                       |             |         |           |          |        |

### Resultados Moto3
| Pos.    | N.º | Piloto              | Constructor | Vueltas | Tiempo    | Parrilla | Puntos |
| ------- | --- | ------------------- | ----------- | ------- | --------- | -------- | ------ |
| 1       | 44  | Arón Canet          | KTM         | 18      | 39:11.879 | 6        | 25     |
| 2       | 48  | Lorenzo Dalla Porta | Honda       | 18      | +0.159    | 17       | 20     |
| 3       | 14  | Tony Arbolino       | Honda       | 18      | +0.217    | 1        | 16     |
| 4       | 5   | Jaume Masiá         | KTM         | 18      | +0.404    | 8        | 13     |
| 5       | 23  | Niccolò Antonelli   | Honda       | 18      | +0.499    | 3        | 11     |
| 6       | 79  | Ai Ogura            | Honda       | 18      | +0.530    | 9        | 10     |
| 7       | 16  | Andrea Migno        | KTM         | 18      | +0.715    | 15       | 9      |
| 8       | 55  | Romano Fenati       | Honda       | 18      | +0.737    | 11       | 8      |
| 9       | 84  | Jakub Kornfeil      | KTM         | 18      | +1.063    | 20       | 7      |
| 10      | 40  | Darryn Binder       | KTM         | 18      | +1.757    | 21       | 6      |
| 11      | 71  | Ayumu Sasaki        | Honda       | 18      | +3.863    | 24       | 5      |
| 12      | 25  | Raúl Fernández      | KTM         | 18      | +5.470    | 5        | 4      |
| 13      | 76  | Makar Yurchenko     | KTM         | 18      | +5.495    | 7        | 3      |
| 14      | 61  | Can Öncü            | KTM         | 18      | +5.540    | 13       | 2      |
| 15      | 7   | Dennis Foggia       | KTM         | 18      | +8.259    | 22       | 1      |
| 16      | 42  | Marcos Ramírez      | Honda       | 18      | +9.056    | 18       |        |
| 17      | 82  | Stefano Nepa        | KTM         | 18      | +23.010   | 30       |        |
| 18      | 53  | Deniz Öncü          | KTM         | 18      | +25.241   | 27       |        |
| 19      | 13  | Celestino Vietti    | KTM         | 18      | +1:11.129 | 16       |        |
| Ret     | 22  | Kazuki Masaki       | KTM         | 16      | Caída     | 25       |        |
| Ret     | 21  | Alonso López        | Honda       | 13      | Caída     | 10       |        |
| Ret     | 27  | Kaito Toba          | Honda       | 13      | Caída     | 12       |        |
| Ret     | 11  | Sergio García       | Honda       | 13      | Caída     | 26       |        |
| Ret     | 75  | Albert Arenas       | KTM         | 5       | Caída     | 19       |        |
| Ret     | 54  | Riccardo Rossi      | Honda       | 3       | Caída     | 28       |        |
| Ret     | 12  | Filip Salač         | KTM         | 3       | Retirado  | 14       |        |
| Ret     | 24  | Tatsuki Suzuki      | Honda       | 1       | Caída     | 4        |        |
| Ret     | 69  | Tom Booth-Amos      | KTM         | 1       | Caída     | 29       |        |
| Ret     | 17  | John McPhee         | Honda       | 1       | Retirado  | 2        |        |
| Ret     | 33  | Yuki Kunii          | Honda       | 0       | Caída     | 23       |        |
| DNS     | 19  | Gabriel Rodrigo     | Honda       |         | No empezó |          |        |
| 1.      |     |                     |             |         |           |          |        |
| Fuente: |     |                     |             |         |           |          |        |